# Alajärvi (sjö i Finland, Lappland, lat 69,03, long 28,45)
Alajärvi är en sjö i Finland. Den ligger i kommunen Enare i landskapet Lappland, i den norra delen av landet, 1 000 km norr om huvudstaden Helsingfors. Alajärvi ligger 121,8 meter över havet. Arean är 31,1 hektar och strandlinjen är 3,26 kilometer lång. Sjön  ingår i Pasvik älvs huvudavrinningsområde. 